# 글라시르
글라시르(고대 노르드어: Glasir→빛나는)는 노르드 신화에 나오는 나무 또는 숲이다. “신들과 인간들 사이에 가장 아름다운” 나무로, 황금으로 된 잎이 달리며 아스가르드의 발홀 대문 앞에 있다고 한다. 글라시르는 《신 에다》의 〈시어법〉에서 언급된다. 《고 에다》 중 〈효르바르드의 아들 헬기의 서사시〉에도 "클라시르의 숲"이라는 뜻의 "글라시스룬드"(Glasislundr)라는 표현이 나온다.